# Pietro Mascagni
Pietro Mascagni, född 7 december 1863, död 2 augusti 1945, var en italiensk kompositör, mest känd för operan Cavalleria Rusticana (På Sicilien).

## Biografi
Pietro Mascagni var elev till Ponchielli och Saladino vid musikkonservatoriet i Milano, verkade som dirigent vid åtskilliga mindre operatrupper, slutligen vid musikföreningen i Cerignola, tills han med ens blev världsbekant genom enaktsoperan Cavalleria rusticana, som prisbelöntes vid en av förläggaren Sonzogno utlyst tävlan. Den sattes upp med oerhörd framgång i Rom 1890 och sedan under de närmaste årtiondena spelades på nästan alla operasccner (i Stockholm med titeln På Sicilien samma år). Med detta stycke inleddes den riktning som – egentligen härstammade från Bizets Carmen – blivit kallad "verism" (av latinets verus, verklig), emedan den åsyftar en drastisk musikalisk färgläggning av sensationella verklighetsdramer med nervskakande katastrof. Att själva ämnet därmed spelade en betydande roll, inses av att Mascagni inte vann samma triumfer när han senare slagit sig på andra ämnen, såsom i operorna L'amico Fritz (1891; Vännen Fritz,1895), I Rantzau (1892), Guglielmo Ratcliff (1894), Zanetto och Silvano (1895, båda i 1 akt), Iris (1898), Le maschere (1901), Marie Antoinette (1903), Amica (1905) och Isabeau (1911).
Riktningen blev emellertid hastigt modern, vann efterföljare inte bara i Italien (Leoncavallo, Giordano, Puccini, Spinelli), utan även i Tyskland (Hummel, d’Alhert) och Frankrike (Massenet), men var snart nog stadd på tillbakagång. Det var till inte ringa del allmänhetens trötthet vid de stora musikdramerna som gav jordmån åt verismen. Dess bästa produkt torde vara Leoncavallos Pajazzon, som Cavalleria inte kan mäta sig med i musikalisk finhet, men väl är överlägsen i fråga om nyänkande och en sjudande ungdomlighet.
Mascagni var 1895–1903 direktör för konservatoriet Liceo Rossini i Pesaro, men avgick till följd av stridigheter med styrelsen, företog därefter med egen orkester turnéer i Amerika och blev 1909 kapellmästare vid Teatro Constanzi i Rom.
Under Benito Mussolinis fascistiska regim lät Mascagni sig hyllas som nationalkompositör och flera av hans kolleger (bland andra Toscanini) och tidigare vänner tog därför avstånd från honom.

## Operor
- Cavalleria rusticana (På Sicilien), uruppförd17 maj 1890 på Teatro Costanzi, Rom
- L'amico Fritz (Vännen Fritz), uruppförd 31 oktober 1891 på Teatro Costanzi, Rom
- I Rantzau, uruppförd 10 november 1892 på Teatro La Pergola, Florens
- Guglielmo Ratcliff, uruppförd 16 februari 1895 på Teatro alla Scala, Milano
- Silvano, uruppförd 25 mars 1895 på Teatro alla Scala, Milano
- Zanetto, uruppförd i Pesaro 2 mars 1896 på Liceo Musicale, Pesaro
- Iris, uruppförd 22 november 1898 på Teatro Costanzi, Rom
- Le maschere, uruppförd 17 januari 1901 i Milano, Genua, Turin, Rom, Venedig, Verona
- Amica (Mascagnis enda opera på franska), uruppförd  16 mars 1905 på Kasinot i Monte Carlo
- Isabeau, uruppförd 2 juni 1911 på Teatro Coliseo, Buenos Aires
- Parisina, uruppförd 15 december 1913 på Teatro alla Scala, Milano
- Lodoletta, uruppförd 30 april 1917 på Teatro Costanzi, Rom
- Si (operett), uruppförd 14 december 1919 på Teatro Quirino, Rom
- Il piccolo Marat, uruppförd 2 maj 1921 på Teatro Costanzi, Rom
- Pinotta, uruppförd 23 mars 1932 på Casino, San Remo
- Nerone, uruppförd 16 januari 1935 på Teatro alla Scala, Milano